# Los Chichos
Los Chichos est un groupe de flamenco espagnol, originaire de Madrid. Il est formé en 1973 par Juan Antonio Jiménez Muñoz (connu sous le nom d'artiste de El Jero ou Jeros, principal compositeur et chanteur du groupe) et les frères Emilio et Julio González Gabarre. En 1990, Jeros quitte le groupe pour poursuivre une carrière en solo et le groupe continue avec les frères González Gabarre et Emilio González García Junior, qui est le fils d'Emilio.
Le groupe a sorti 22 albums en studio et vendu plus de 22 millions de disques. Los Chichos ont influencé des artistes comme Antonio Orozco, Sergio Dalma, Estopa et Ketama.

## Histoire

### Origines et débuts
Le surnom du trio vient du surnom d'un parent d'Emilio qui l'appelait Chicho, Emilio l'a aimé et a adopté le surnom de Los Chichos lorsqu'il s'est joint à Julio et Jero, se formant artistiquement en mai 1973 pour leur premier single.
Emilio et Julio sont originaires de Madrid, d'une famille nombreuse (9 sœurs et 2 frères), qui a dû quitter la capitale pour chercher du travail dans les champs de La Manche. Plus tard, Emilio s'émancipe de l'environnement familial et se rend à Salamanque avec des amis guitaristes qui le prennent comme accompagnateur pour une saison, les frères Farina. En peu de temps, il commença à gagner de l'argent et envoya des mandats de 500 pesetas à sa famille. Son père doute de sa provenance et part à la recherche de son fils au cas où il deviendrait délinquant. A son retour à Madrid, il continua avec son frère Julio à jouer de la guitare dans les mesones. Lors d'une représentation, il rencontre Eduardo Guervós, manager de plusieurs artistes des années 1970-1980, qui dirige une boîte de nuit appartenant à Ángel Nieto, la Discoteca Lover Club, située dans le quartier de Vallecas, à Madrid.
Peu après, Eduardo leur a proposé d'être leur « représentant artistique » et ensemble ils commencent à sonder le marché, parcourant les provinces d'Espagne à la recherche de galas et/ou de concerts, jusqu'à ce qu'ils en trouvent un à Vigo appelé Sala Nuevo Electra. Le propriétaire de la salle, surnommé Xuxo, dit au manager qu'il doit incorporer un autre membre pour que la scène ne se sente pas si vide, car le club a une grande capacité de spectateurs. Julio se souvient de Jero et lui propose de les accompagner pour une nuit.
Sur le chemin de Vigo, Jero leur dit qu'il a plusieurs chansons écrites par lui, s'ils veulent les écouter. À partir de ce moment, il est convenu que ce seront celles qu'ils chanteront dans la salle de concert. La prestation de la soirée est très bien accueillie par le public et surtout par le propriétaire de la salle, qui est très satisfait de sa nouvelle acquisition et l'engage pour d'autres événements. Julio González verse à son partenaire son premier bénéfice, mille duros (cinq mille pesetas à l'époque).

### Ni más ni menos
Le premier single de Los Chichos sort en mai 1973 sous le titre Quiero ser libre, dont les premiers exemplaires se vendent en quelques semaines. Avec leurs deuxième et troisième singles Ni más ni menos et La Historia de Juan Castillo, ils deviennent plus connus par un large secteur des gitans qui se sentent identifiés par le réalisme et l'intrigue de leurs paroles.
Quelques mois plus tard, à l'hiver 1974, un nouvel album de Los Chichos sort, composé de douze chansons écrites par Juan Antonio Jiménez, dont les six titres du single. Les arrangements musicaux sont réalisés par le maestro José Torregrosa présent dans la plupart des disques du trio et dans de nombreuses séries télévisée pour enfants dans les années 1970-1980. La production était à la charge  de Ricardo Miralles. Antonio Humanes interviendra également plus tard dans des chansons importantes du groupe comme Mala ruina tengas, ou Quiero volver de nuevo, entre autres.
Les trois premiers albums du groupe, Ni más ni menos (1974), Esto si que tiene guasa (1975) et No sé por qué (1976), sont des compositions de Jero, qui marqueront une époque. L'année suivante, avec l'album Son ilusiones (1977), ils acceptent de partager les droits d'auteur, trois chansons pour chacun des frères et quatre pour Jero. Avec la nouvelle entrée dans les années 1980, le groupe est en pleine apogée musicale de leur carrière et ils reçoivent plusieurs reconnaissances pour leur travail dans le monde de la musique, parmi eux, le Club Español de Emigrantes à Genève, en Suisse, récompense les personnalités du show business qui se sont distinguées au cours de l'année 1980. C'est le manager du trio, Eduardo Guervós, qui organise l'événement avec plusieurs artistes, dont María Jiménez et son mari Pepe Sancho. En 1982, leur maison de disques leur accorde une reconnaissance artistique pour tous les succès dérivés de la vente de huit millions d'exemplaires de leurs albums, singles et cassettes.
En 1985, la carrière artistique du trio est renforcée par sa participation au cinéma avec la bande originale du film Yo, El Vaquilla de José Antonio de la Loma, réalisateur, scénariste et producteur de films, dont l'action se déroule dans la vie réelle de Juan José Moreno Cuenca, connu sous le nom de El Vaquilla, dont la promotion et les engagements les occupent en 1986. Plus tard, ils sortent de nouveaux albums, Porque nos queremos (1987), Ojos negros (1988) et Esto es lo que hay (1989), ce dernier étant celui de Jero qui a enregistré avec le groupe pour commencer sa carrière solo en 1990. Emilio González García Júnior, fils d'Emilio et neveu de Julio, l'a remplacé et continue aujourd'hui.

### Chœurs de Los Chichos
Les sœurs Nieves, Mari et Isabel González (cette dernière étant décédée) et Araceli Borja, veuve de Jero, ont été les choristes féminines du trio qui les ont accompagnées dès le début de leur premier disque en 1974, étant en même temps les pionnières à faire partie d'un groupe de rumba en tant que choristes. Bien qu'elles aient été dans l'ombre de Los Chichos tout au long de leur carrière musicale, il est vrai qu'elles étaient très célèbres avec le groupe et qu'elles n'ont jamais enregistré d'album en tant que groupe. Elles ont également influencé les groupes et les solistes à introduire des voix féminines dans le groupe, même si elles sont restées anonymes tout au long de leur vie. En 1975, les sœurs ne chantent pas les chœurs parce qu'elles sont en deuil, à la place Morena y Clara (les cousines germaines de Jero) chantent sur la chanson No llores más. Avant cela, elles ont participé au premier succès Ni más, ni menos. Durant les années 2010, le chœur est formé par les sœurs Nieves et Milagros González Gabarre, Anabel et Cristina.

### Nouvelle étape
Avec le départ de Jeros, le groupe souffre et sort moins d'albums de moindre résonance musicale. C'est alors que le label commence à sortir plusieurs compilations, dont un album célébrant le 25e anniversaire des débuts du groupe, se vendant à des milliers d'exemplaires et leur décernant à nouveau des disques d'or et de platine. D'autres titres suivront : Todo Chichos : De la Rumba somos los dueños (2004), Los Chichos : Canalleo, rumba y jaleo (2006) Todo Chichos : Gold Edition (2009). La même année, une intégrale de tous leurs CD audio est publiée, y compris l'album Homenaje a Jeros, sorti en 2001. Au début du nouveau millénaire, Los Chichos sortent de nouveaux albums, dont le dernier, intitulé Hasta aquí hemos llegado, est sorti en 2008, dans lequel ils jouent en duo avec plusieurs artistes. Ils célèbrent actuellement leur 40e anniversaire sur scène avec une tournée dans toute l'Espagne, partageant l'affiche avec d'autres artistes tels que La Húngara, Los Chunguitos, Andy y Lucas ou Los Calis.
Lors de chaque concert ou récital de Los Chichos, avant de sortir chanter, Emilio González demande une salve d'applaudissements pour son défunt partenaire El Jeros, le gardant ainsi dans sa mémoire en guise d'hommage posthume.

### 40+1 Anniversario(1973-2014)
Le label Universal Music sort un nouveau double album en commémoration du quarantième anniversaire intitulé 40+1 Aniversario contenant leurs 41 meilleurs tubes remasterisés et un DVD du concert à la Sala Jácara intitulé, ...Y esto es lo que hay, enregistré le 20 avril 1989 ainsi qu'un livret de 20 pages avec des images inédites provenant des archives d'Universal Music.

### Séparation
Le samedi 1er novembre 2014, Los Chichos ont annoncé qu'ils se retiraient après plus de quarante ans de scène et ont choisi l'émission ¡Qué tiempo tan feliz! sur Telecinco, entourés des membres de leur famille qui se produisaient pour la dernière fois aux côtés du trio, pour rendre hommage à tant d'années de carrière artistique. Les adieux à la scène et à la musique ont définitivement eu lieu lors de la tournée 2015, qui comprenait, pour la deuxième fois, une visite au festival Arte-Nativo pour la jeunesse Viña Rock, à Villarrobledo (la seule visite précédente à cet événement avait eu lieu en 2009).

## Discographie

### Avec Jeros
- 1974 : Ni más, ni menos
- 1975 : Esto sí que tiene guasa
- 1976 : No sé por qué
- 1977 : Son ilusiones
- 1978 : Hoy igual que ayer
- 1979 : Amor y ruleta
- 1980 : Amor de compra y venta
- 1981 : Bailarás con alegría
- 1981 : Para que tú lo bailes
- 1982 : Ni tú, ni yo
- 1983 : Déjame solo
- 1984 : Adelante
- 1985 : Yo, El Vaquilla
- 1987 : Porque nos queremos
- 1988 : Ojos negros
- 1989 : Esto es lo que hay

### Sans Jeros
- 1991 : Sangre gitana
- 1995 : ¡Amigo, no pasa ná!
- 1997 : Gitano
- 2001 : Ladrón de amores (Mercury)
- 2002 : Cabibi (Mercury)
- 2008 : Hasta aquí hemos llegado (Universal Music)